# Kitty Janssen
 (octobre 2018).
Kitty Janssen, née Catharina Thecla Maria Janssen le 30 avril 1930 à Haarlem et morte le 19 septembre 2012 à Amsterdam, est une actrice néerlandaise.

## Carrière
Elle est l'épouse de l'acteur André van den Heuvel. Elle est la mère de l'acteur Dick van den Toorn.

## Filmographie

### Cinéma et séries télévisées
- 1953 : Sterren stralen overal (nl) : Dochter van taxichauffeur Amstel
- 1957 : Minna von Barnhelm of soldatengeluk : Francisca
- 1959 : Claudia : Claudia
- 1960 : Claudia en David : Claudia
- 1961 : Rozegeur en maneschijn : Helen
- 1962 : Swiebertje (nl) : Freule Nicolien
- 1962 : Arthur en Eva: Eva de Vries
- 1963 : Die Vrouwtjes van de wereld : Philomèle
- 1964 : Galgenaas : Plusieurs rôles
- 1966 : De dans van de reiger : Mère d'Edouard
- 1967 : Onder één dak : Dora de vrouw van Wolter
- 1968 : Een dame uit de provincie : Plusieurs rôles
- 1973 : Wie is er bang voor Virginia Woolf? : Martha
- 1973 : Loves Comes Quietly : Louise Dijkstra
- 1973 : De Sabijnse maagdenroof : Luise Striese
- 1974 : Merijntje Gijzen (nl) : Mère de Gijzen
- 1976 : Ieder zijn deel (nl) : Gaby van Dieren
- 1975-1977 : Klaverweide (nl) : Elly Rasterhuis
- 1976-1978 : Ieder zijn deel (nl): Gaby
- 1977 : Soldaat van Oranje : Greta
- 1978 : Dag dokter : Elizabeth Delfman
- 1980 : De Bende van hiernaast (nl) : Mevrouw Verginkel
- 1982 : De Zevensprong (nl) : Tante Willemijn
- 1983 : De Weg (nl) : Marie Vos
- 1986 : Zeg 'ns Aaa (nl) : Mevrouw Baars
- 1989 : Kunst en vliegwerk : Buurvrouw Veldhuis
- 1990 : Mag het iets meer zijn? (nl) : Mevrouw Bras
- 1991 : Bij nader inzien : Bertie
- 1991 : Medisch Centrum West (nl) : Ina Harmsen
- 1992 : Oog in oog : Mère
- 1993 : Verhalen van de straat : Mevrouw Bollema
- 1995-1996 : M'n dochter en ik (nl): Nel Hasselman
- 2001 : Russen (nl) : Oma
- 2002 : Baantjer : Kitty van der Kamp